# کورت رشتاینر
کورت رشتاینر (انگلیسی: Kurt Rechsteiner; ۸ ژانویهٔ ۱۹۳۱ – ۲۰۱۷ (۸۵−۸۶ سال)) دوچرخه‌سوار اهل سوئیس بود.